# Стакан воды (фильм, 1923)
«Стакан воды» (нем. Ein Glas Wasser. Das Spiel der Königin) — немецкий немой художественный фильм 1923 года, режиссёра Людвига Бергера, экранизация одноимённой пьесы известного французского драматурга Эжена Скриба об интригах английского двора начала XVIII века и их влиянии на политику.
Премьера фильма состоялась 1 февраля 1923 года.

## Сюжет
Действие фильма происходит в начале XVIII века в Лондоне во время войны за испанское наследство. Сторонники Анны, королевы Англии разделены на два лагеря: одни, возглавляемые виконтом Генри Сент-Джоном Болингброком, настаивают на мирных переговорах и быстром примирении с Францией, противником войны; другие, под руководством влиятельной герцогини Мальборо, выступают за продолжение военных действий. Королева Анна, которая ещё совсем молода и не опытна в политике, не уверена, как она решит проблему. Чтобы привлечь её на свою сторону, обе партии, Болингброка и Мальборо, пытаются манипулировать королевой в игре, наполненной интригами…

## В ролях
- Мади Кристианс — Анна, королева Англии
- Рудольф Риттнер — виконт Генри Сент-Джон Болингброк
- Люция Хёфлих — герцогиня Мальборо
- Ганс Браузеветтер — Джон Уильям Мэшем
- Хельга Томас — Абигайль Черчилль
- Ханс Вассманн — лорд Ричард Скотт
- Бруно Декарли — маркиз де Торси
- Уго Доблин — ювелир из Торнвуда
- Макс Вальтер Гюльшторф — Томпсон
- Франц Джексон — Хассен